# Ihr werdet weinen und heulen, BWV 103

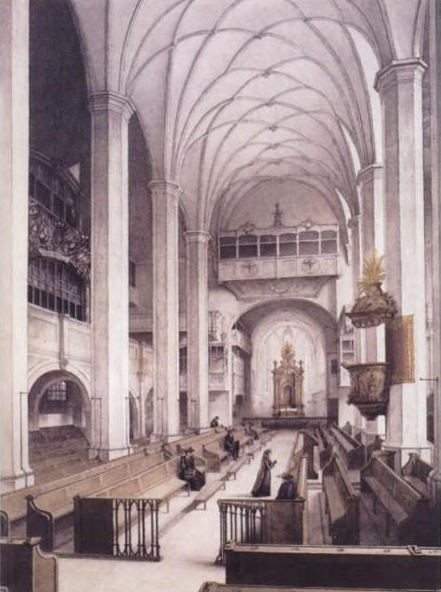
Thomaskirche, Leipzig.

Ihr werdet weinen und heulen, BWV 103 (en español, Llorarás y gemirás) es una cantata de iglesia compuesta por Johann Sebastian Bach para el tercer domingo después de Pascua, llamado Jubilate.
Bach compuso la cantata en su segundo año como Thomaskantor en Leipzig y la representó por primera vez el 22 de abril de 1725. Es la primera de nueve cantatas sobre textos de Christiana Mariana von Ziegler, que Bach compuso al final de su segundo ciclo anual de cantatas en Leipzig. Basada en la lectura del Evangelio del Discurso de Despedida, donde Jesús, al anunciar que se irá, dice «tu dolor se convertirá en alegría», Bach contrasta la música de tristeza y alegría, especialmente en el primer movimiento inusual, donde inserta un recitativo casi operístico de Jesús en el escenario coral fugal. La arquitectura del movimiento combina elementos de la habitual forma concierto con la forma más antigua de un motete relacionado con el texto. Tiene partitura para un inusual flauto piccolo (flauta soprano en re) como un instrumento obbligato en un aria que contempla la tristeza de la desaparición de Jesús, a quien se dirige como un médico que curará las heridas de los pecados. Bach usa una trompeta en un único movimiento, un aria que expresa la alegría por el regreso previsto de Jesús. La cantata en seis movimientos se cierra con una coral, la novena estancia del himno Barmherzger Vater, höchster Gott de Paul Gerhardt.

## Historia y texto

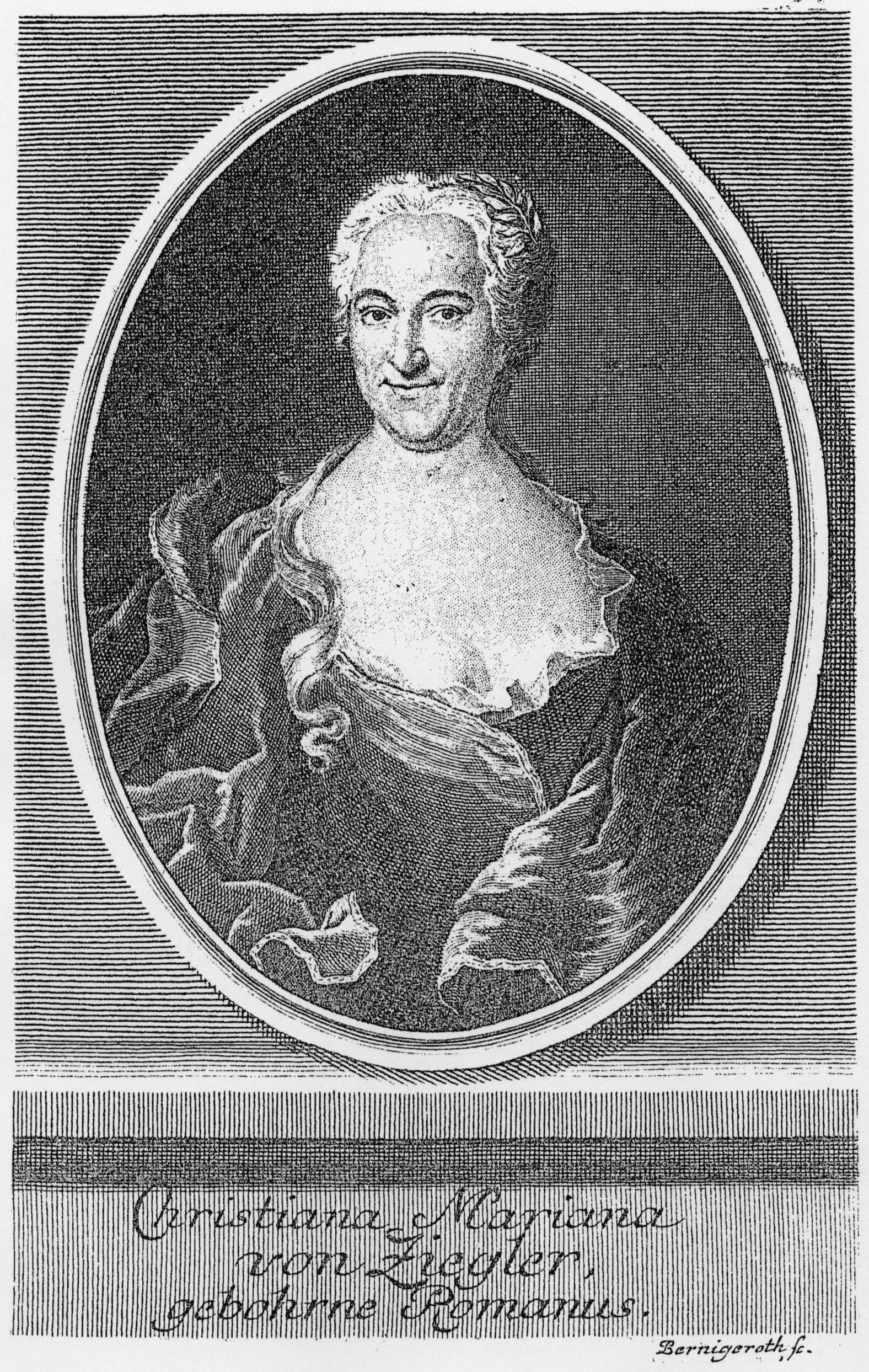
Christiana Mariana von Ziegler fue la libretista de la cantata.

Bach compuso la cantata en Leipzig para el tercer domingo después de Pascua, llamado Jubilate. Las lecturas prescritas para el domingo fueron de la Primera epístola de Pedro, «Someteos a toda ordenanza del hombre» (1 Pedro 2:11-20), y del Evangelio de Juan, Jesús anunció su segunda venida en el llamado Discurso de Despedida, diciendo «tu dolor se convertirá en alegría» (Juan 16:16-23). Para esta ocasión, Bach ya había compuesto en 1714 Weinen, Klagen, Sorgen, Zagen, BWV 12, que luego utilizó como base para el movimiento «Crucifixus» en su Misa en si menor.
En su segundo año en Leipzig, Bach compuso cantatas corales entre el primer domingo después de Trinidad y el Domingo de Ramos, pero para Pascua volvió a las cantatas en textos más variados, posiblemente porque perdió a su libretista. Nueve de sus cantatas para ocasiones consecutivas en el período entre Pascua y Pentecostés están basadas en textos de Christiana Mariana von Ziegler, siendo esta la primera de la serie especialmente escrita para Bach. Posiblemente los había encargado en 1724 para su primer ciclo de cantatas, pero no los compuso en ese momento, debido a su carga de trabajo excepcional en la creación de la Pasión según San Juan.
La libretista comienza con una cita del Evangelio, versículo 20, y concluye con la novena estancia del himno de Paul Gerhardt Barmherzger Vater, höchster Gott (1653). Su propia poesía refleja, en una secuencia de recitativos y arias, en dos movimientos, tristeza por la pérdida de Jesús, y en otros dos alegría por su pronosticado regreso. Bach editó su escritura considerablemente, por ejemplo en el cuarto movimiento, eliminando dos líneas de cuatro y reformulando las otras.
Bach interpretó por primera vez la cantata el 22 de abril de 1725 con el Thomanerchor. Para actuaciones posteriores, revisó la instrumentación y reemplazó el flauto piccolo por una flauta travesera.

## Partitura y estructura
La cantata consta de seis movimientosy tiene partitura para tres solistas vocales (alto, tenor y bajo), un coro de cuatro partes, trompeta, flauto piccolo (flauta en re), dos oboes de amor, dos violines, viola y bajo continuo.
1. Coro y arioso (bajo): Ihr werdet weinen und heulen
2. Recitativo (tenor): Wer sollte nicht in Klagen untergehn
3. Aria (alto): Kein Arzt ist außer dir zu finden
4. Recitativo (alto): Du wirst mich nach der Angst auch wiederum erquicken
5. Aria (tenor): Erholet euch, betrübte Sinnen
6. Coral: Ich hab dich einen Augenblick

## Música

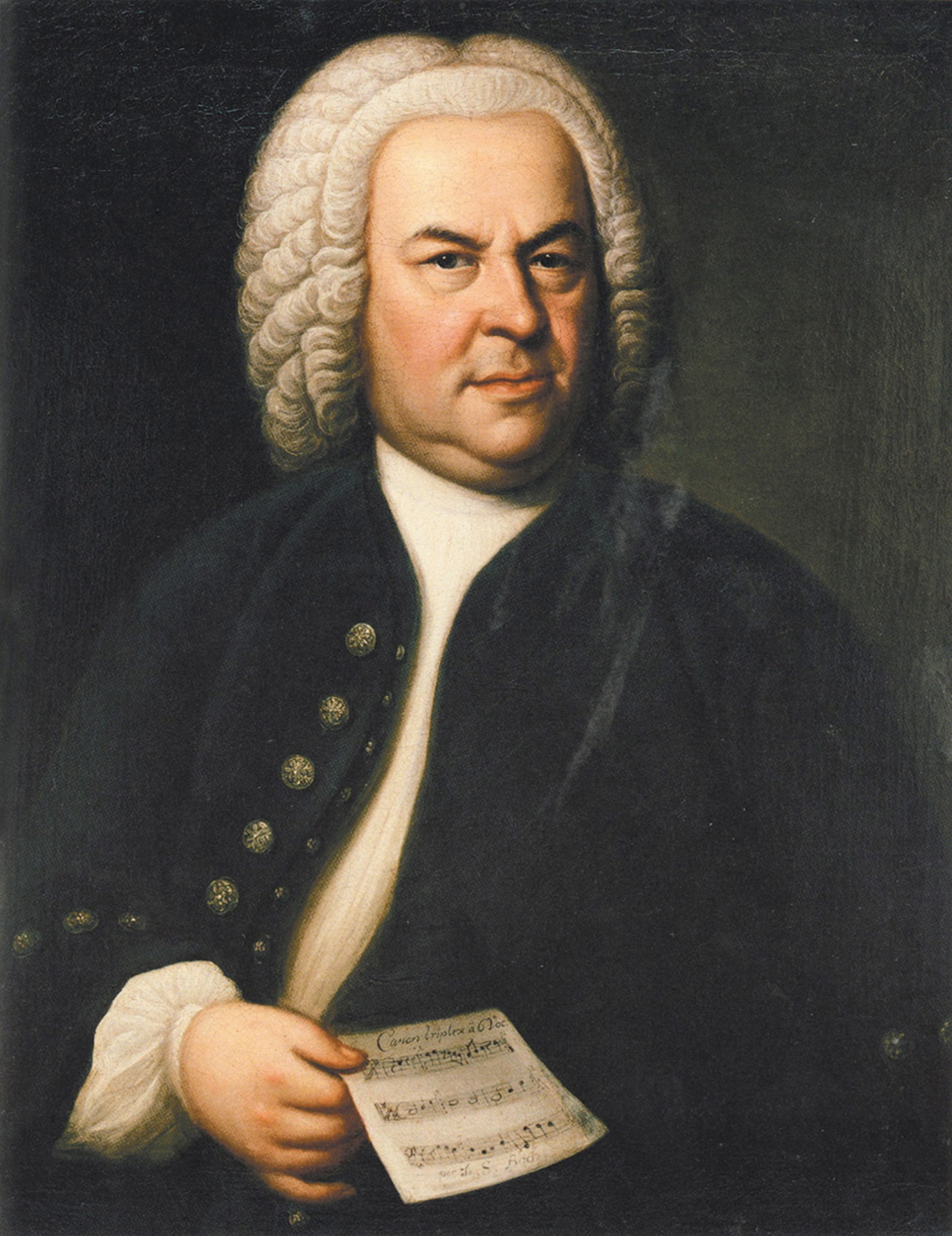
Johann Sebastian Bach, compositor de la cantata.

La cantata comienza en si menor, ilustrando la tristeza, pero en el cuarto movimiento cambia a la tonalidad relativa mayor de re mayor, ilustrando el tema de consuelo en el texto de Ziegler.
El coro de apertura tiene una estructura inusual, que incluye un pasaje arioso para la voz de bajo. Todos los instrumentos, excepto la trompeta, tocan un ritornello, después del cual una fuga coral representa el llanto y el lamento del texto en material musical no relacionado, rico en cromatismo. En gran contraste la siguiente línea, «aber die Welt wird sich freuen» (pero el mundo se regocijará), la transmite el coro incrustado en una repetición de la primera parte del ritornello. La secuencia se repite a mayor escala: esta vez la fuga representa ambas líneas del texto como una fuga doble con el segundo tema tomado del ritornello, entonces el ritornello se repite en su totalidad. El bajo como la vox Christi (voz de Cristo) canta tres veces, con un cambio repentino de tempo a adagio, «Ihr aber werdet traurig sein» (Pero estarás triste) como un recitativo accompagnato. El musicólogo Julian Mincham señala: «Este recitativo tiene solo ocho compases de largo, pero su contexto y piedad le dan un enorme impacto dramático. ¡La falta de respeto de Bach por la aversión conservadora de las autoridades de Leipzig por los estilos de ópera en la música religiosa nunca fue más evidente!». Klaus Hofmann compara la «melodía y armonía altamente expresivas» del recitativo con las Pasiones de Bach. Finalmente, la secuencia extendida de fuga y ritornello con coro regresa transpuesta, en el texto «Doch eure Traurigkeit soll in Freude verkehret werden» (Sin embargo, su dolor se convertirá en alegría). Según Alfred Dürr, la arquitectura del movimiento es un experimento a gran escala que combina elementos del estilo más antiguo de un motete relacionado con el texto con la forma de un concierto de grupos y voces instrumentales, como lo usa Bach.
John Eliot Gardiner, quien dirigió la Bach Cantata Pilgrimage con el Coro Monteverdi en 2000, señala que la «estrategia de Bach es superponer estos estados de ánimo opuestos, unirlos en un todo mutuamente esclarecedor y enfatizar que es el mismo Dios quien dispensa y luego mejora estas condiciones».
El segundo movimiento es un recitativo secco para tenor, que concluye en una sección ariosa con un melisma «profundamente conmovedor» en la palabra «Schmerzen» (penas). El tercer movimiento, «Kein Arzt ist außer dir zu finden» (Además, no se encuentra ningún médico) es un aria para el alto con el obbligato flauto piccolo, que según Mincham, emplea una «figuración que siempre se esfuerza hacia arriba, modera la sensación subyacente de tragedia potencial». El recitativo alto «marca un cambio de escena», comienza en si menor, como el coro de apertura, pero se modula a re mayor y termina con una amplia coloratura que marca la palabra «Freude» (alegría). El quinto movimiento, «Erholet euch, betrübte Sinnen» (Recuperaos ahora, oh sentimientos preocupados), recoge las alegres coloraturas, apoyadas por la trompeta y fanfarrias en tríadas en la orquesta, Mincham señala que la trompeta «estalla sobre nosotros con una energía, aclamación y júbilo sin precedentes, hasta ahora, en esta obra». La cantata se cierra con un arreglo de cuatro partes del coral, cantada para la melodía de «Was mein Gott will, das g'scheh allzeit» que Bach usó con frecuencia, incluso en su Pasión según San Mateo.